# گراین، اتریش
گراین (به آلمانی: Grein) یک شهر و شهرک با حقوق شهرک و روستای سابق در اتریش است که در ناحیه پرگ واقع شده‌است. گراین ۱۸٫۴۲ کیلومتر مربع مساحت دارد ۲۳۹ متر بالاتر از سطح دریا واقع شده‌است.

## خواهرخوانده
شهرهای نکااشتاینناخ و هلوبوکا ناد ولتاووو خواهرخوانده‌های گراین، اتریش هستند.